# Demetrius (Äthiopien)
Demetrius oder Demetros war vom 25. Juli 1799 bis zum 24. März 1800 und von Juni 1800 bis Juni 1801 Negus Negest (Kaiser) von Äthiopien. Er war der Sohn von Arqedewos. Sollte es sich bei ihm um die gleiche Person wie den im Bericht des Reisenden Henry Salt auftauchenden „Adimo“ handeln, so war Demetrius zur Zeit des Besuchs Salts in Nordäthiopien 1809/1810 bereits gestorben.
E. A. Wallis Budge bezieht sich auf die königlichen Chroniken, wonach einige der mächtigen Gouverneure Demetrius ohne dessen Einverständnis in den Palast nach Gonder zerrten und zum König ausriefen. Demetrius wurde im März 1800 zugunsten von Tekle Giyorgis I. abgesetzt. Wenig später wurde Tekle Giyorgis I. ein letztes Mal vom Thron entfernt und Demetrius regierte ein weiteres Jahr.